# Impacts environnementaux du projet de la Baie-James

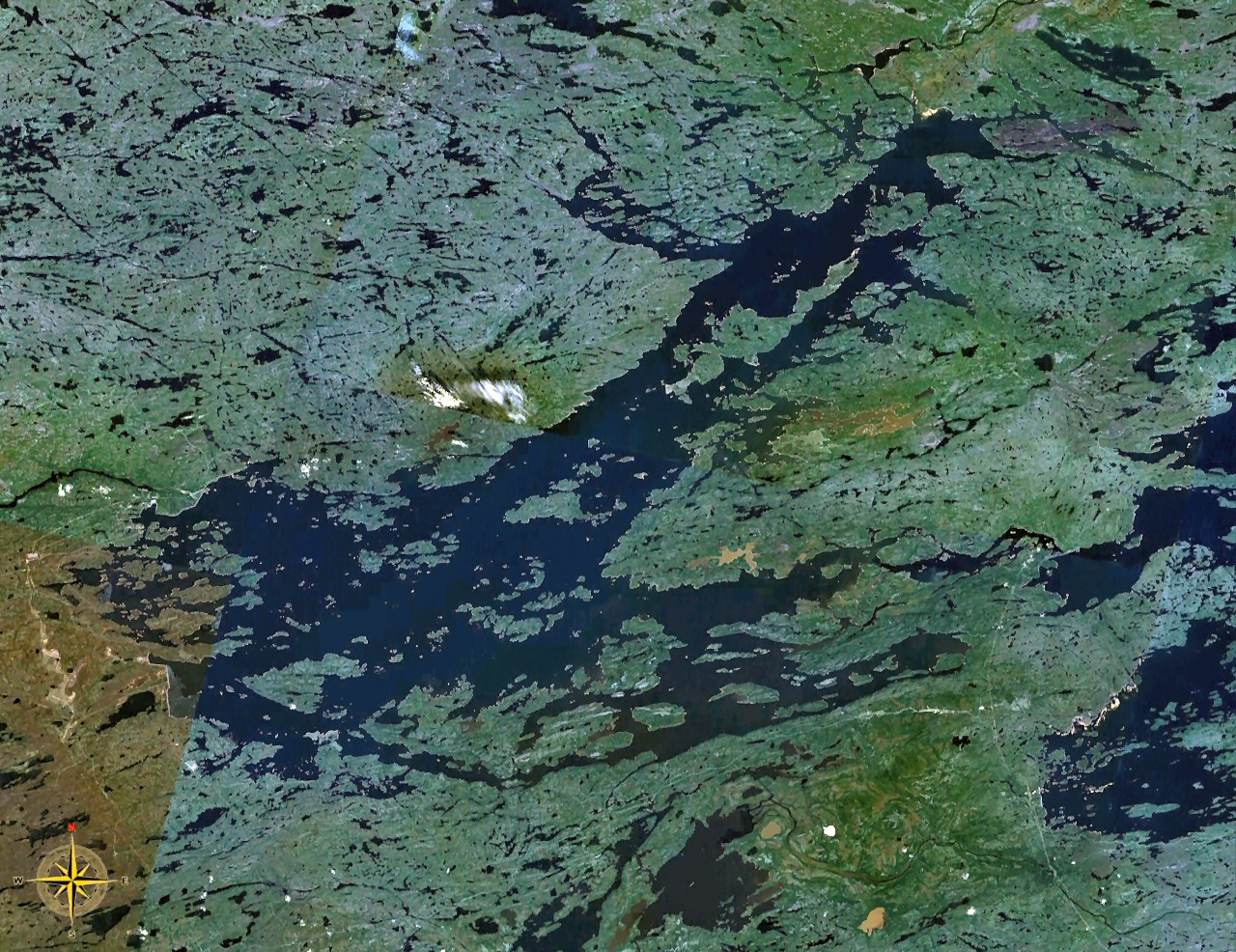
Réservoir de la Centrale Robert-Bourassa (LG2).

Au Canada, les impacts environnementaux du projet de la Baie-James ont été à l'origine de multiples controverses depuis l'annonce de ce projet en avril 1971. Le gigantesque complexe de 11 centrales hydroélectriques qui produit annuellement plus de 90 térawattheures a été construit sur une période de 40 ans dans un territoire d'une superficie de 200 000 km2.
Il comprend trois dérivations majeures, la réduction du débit d'une demi-douzaine de rivières et de fleuves, une augmentation de 200 % du débit de la Grande Rivière à l'embouchure et la création d'immenses réservoirs qui ont ennoyé plus de 10 000 km2 de terres dans la forêt boréale du Moyen-Nord québécois.
Même si les grandes catastrophes appréhendées par les opposants environnementalistes et autochtones ne se sont pas matérialisées, la construction et l'exploitation du complexe hydroélectrique d'Hydro-Québec a quand même eu des impacts de durées variables sur le milieu, qu'il s'agisse de l'élévation des niveaux de mercure des poissons, de la qualité physicochimique de l'eau et de l'érosion de certaines berges.
Bien qu'un seul village ait dû être déplacé pour les besoins du projet, il a eu un impact social considérable. Le mode de vie des Autochtones, et particulièrement des Cris, a été modifié positivement et négativement par les compensations financières et le désenclavement, et ce, même s'ils vivent parfois à des centaines de kilomètres des installations du complexe La Grande.

La construction du Complexe hydroélectrique La Grande comprenait la dérivation des rivières Caniapiscau, Opinica et Eastmain vers le bassin versant de la Grande Rivière et l’inondation d’environ 11 000 km2 de forêt boréale. Le débit de la rivière Eastmain à son embouchure a été réduit de 90 %, près du village cri d'Eastmain, celui de la Caniapiscau de 45 % à sa confluence avec le fleuve Koksoak, et celui du Koksoak de 35 % à son embouchure près du village nordique de Kuujjuaq. Le débit de la Grande Rivière, par contre, a été doublé, passant de 1 700 m3/s à 3 400 m3/s sur une base annuelle (et de 500 m3/s à 5 000 m3/s pendant l’hiver), près du village cri de Chisasibi, à l’embouchure de la Grande Rivière.
La construction de la première phase du complexe La Grande est le premier projet d'Hydro-Québec à considérer les impacts environnementaux des aménagements hydroélectriques. L'émergence d'un mouvement écologiste inspiré des États-Unis, la contestation judiciaire des Cris et Inuits et la controverse entourant Projet Champigny, un projet de centrale à réserve pompée sur la rivière Jacques-Cartier, près de Québec ont forcé le promoteur à se doter d'un service Environnement qui avait pour mission d'analyser les problèmes environnementaux, de conseiller les concepteurs, de surveiller les travaux et d'effectuer des travaux correcteurs.

## Contexte

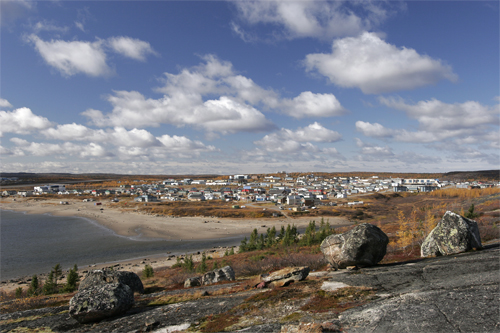
Le village de Kuujjuaq.

La construction de la première phase du complexe La Grande coïncide avec une plus grande prise en compte des impacts environnementaux. Cette préoccupation environnementale s'exprime dans une opinion publique plus exigeante ainsi que par l'adoption de lois environnementales comme laNational Environment Policy Act aux États-Unis et la Loi sur la qualité de l'environnement au Québec. Cette évolution incite Hydro-Québec à entreprendre une série d'études scientifiques pour d'abord faire l'inventaire des milieux naturels et surveiller leur évolution. À compter de 1971, plus de 200 scientifiques de toutes les disciplines prennent part à un groupe d'étude fédéral-provincial qui mène une campagne de recherche dont est issue la première génération québécoise d'experts en environnement.
Gagnon et Gingras 1999 expliquent que les pressions des environnementalistes embarrassent le gouvernement Bourassa. Le gouvernement du Québec dégage des millions de dollars pour réaliser des études biophysiques et des études d'impact et entame des discussions avec Environnement Canada afin de mener des études qui serviront à « justifier après coup une décision déjà prise et en voie d'exécution » Les scientifiques trouvent leur compte dans cette décision, qui leur fournit une occasion inespérée de créer un « laboratoire écologique à l'échelle d'un pays ».
Entre 1972 et 2000, Hydro-Québec et ses partenaires ont rédigé 8 000 rapports, publié des centaines d'articles scientifiques et créé plusieurs bases de données qui examinent les milieux naturels et humains sous toutes ses facettes. Forts de leur expertise, les gestionnaires et spécialistes de l'environnement d'Hydro-Québec communiquent leurs recherches en participant activement à des panels internationaux.
En parallèle, les négociations avec les Cris et Inuits forcent les promoteurs du projet de la Baie-James à accepter des mesures de surveillance, qui seront mises en place à compter de 1978. Plus spécifiquement, la création du réservoir et la réduction de débit en aval ont fait l'objet d'un programme de suivi, conformément aux dispositions des articles 8.9, 8.10 et 8.11 de la Convention de la Baie James et du Nord québécois,.
Deux organismes, la Société des travaux de correction du complexe La Grande (SOTRAC) et le Groupe d’étude conjoint Caniapiscau-Koksoak (GECCK) ont été créés. La SOTRAC avait pour mandat de planifier et exécuter des travaux correcteurs pour limiter les conséquences négatives des aménagements sur les activités traditionnelles des communautés cries. Le GECCK avait plutôt pour objet d'étudier les conséquences de la réduction des débits de la rivière Caniapiscau en aval du réservoir sur la population de salmonidés du bassin du fleuve Koksoak, une importante source alimentaire pour la population inuite de Kuujjuaq.

## Cours d'eau

### Évolution physique, chimique et biologique
Les études de suivi environnemental au réservoir de Caniapiscau et dans les autres réservoirs du complexe se sont notamment intéressées à la qualité de l'eau dans l'écosystème. Les études ont porté sur 26 paramètres physico-chimiques, dont les plus représentatifs sont le pourcentage de saturation en oxygène, le pH ainsi que les niveaux de carbone inorganique total, de phosphore, de  chlorophylle et de silice. Dans le cas du réservoir de Caniapiscau, la modification des caractères physico-chimiques, en particulier les niveaux de phosphore et de silice, a atteint son point culminant entre la sixième et la dixième année après la mise en eau, pour ensuite redescendre à des valeurs semblables aux conditions naturelles après 14 ans,.
L'augmentation des teneurs en phosphore s'est traduite par une hausse des niveaux de chlorophylle a, et ont été accompagnés d'une réduction des concentrations de silice. Les niveaux du pigment responsable de la photosynthèse et indicateur de la population de phytoplancton en suspension dans l'eau ont triplé dans les premières années au réservoir de Caniapiscau.  Ils sont revenus à la normale en 1996, 14 ans après la mise en eau. Les concentrations de zooplancton ont rapidement augmenté au cours des deux premières années pour ensuite redescendre à des valeurs comparables à celles des lacs de la région, ce qui s'explique par l'allongement du temps de séjour moyen, permettant à ces organismes de compléter leur cycle de vie.
La diversité des organismes benthiques a été réduite, en raison de la raréfaction des espèces peu mobiles ou mieux adaptées aux rivières. Cependant, les espèces lacustres ont rapidement occupé les nouveaux milieux créés par le réservoir. L'examen de spécimens de poissons se nourrissant au benthos a démontré que la variété et la quantité des organismes benthiques avaient augmenté le taux de croissance et l'indice d'embonpoint chez le grand corégone ainsi que chez son prédateur, le brochet.

### Mercure

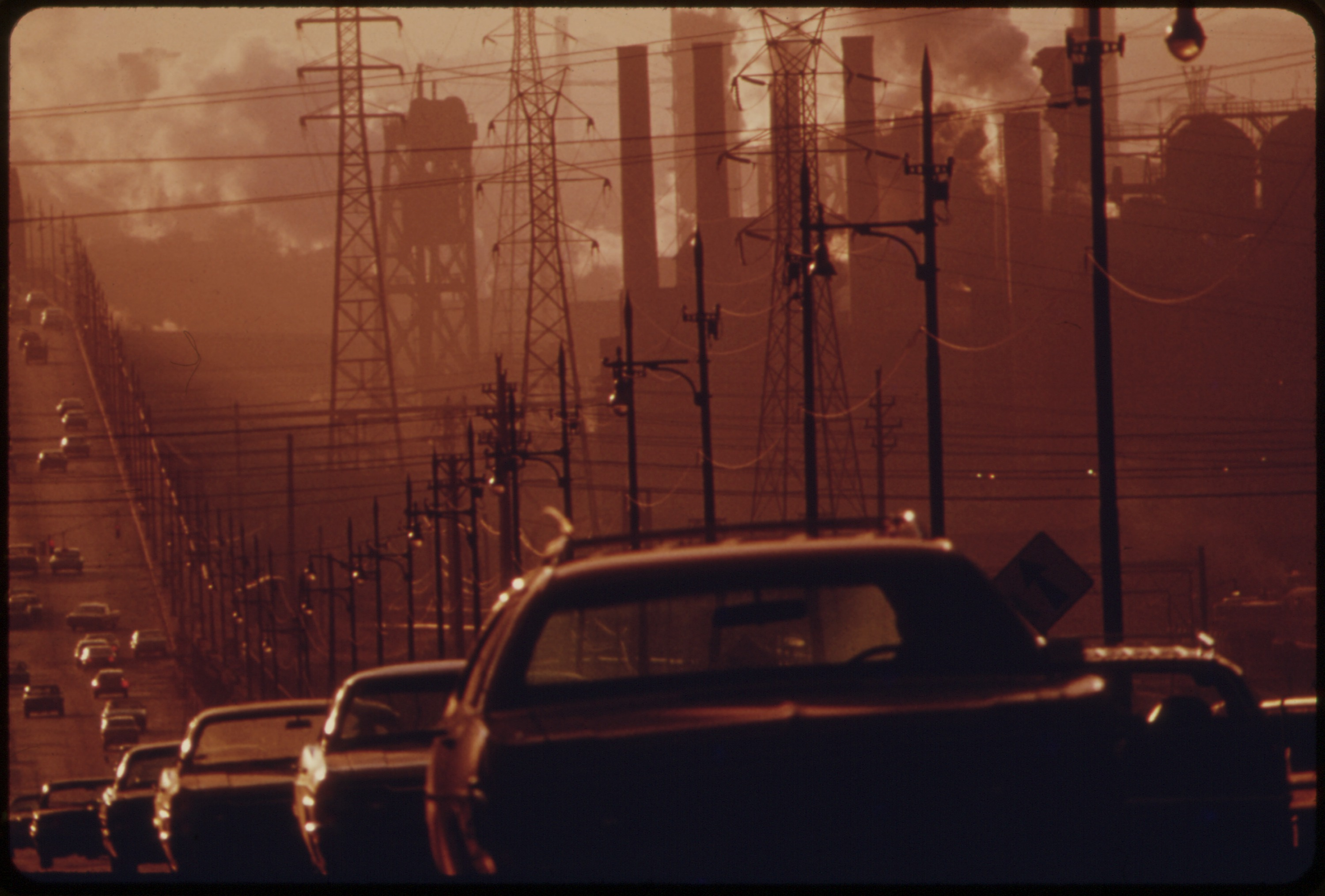
Pollution de l'air à Cleveland, en 1970.

Bien qu'il n'existe aucune source directe de mercure dans la région, ce métal lourd est relativement présent dans l'environnement du nord du Québec. On le retrouve dans les couches organiques des sols, où il s'est progressivement accumulé depuis la dernière glaciation.
Depuis un siècle toutefois, du mercure aéroporté de source anthropique s'est ajouté aux dépôts doublant, voire triplant, les valeurs mesurées dans les sédiments lacustres dans les régions du Québec entre le 45e et le 54e parallèle. Les concentrations relativement uniformes de ces dépôts suggèrent une source commune, probablement les établissements industriels du secteur des Grands Lacs.
Une partie du mercure nouvellement déposé est entraîné dans les lacs par le ruissellement. L'action des bactéries convertit la forme inorganique du mercure en méthylmercure, une forme facilement assimilable par les organismes vivants. L'activité bactérienne intense dans les années suivant la création des nouveaux réservoirs, qui dure habituellement de 20 à 30 ans en région boréale, convertit une partie du mercure présent dans la terre et les matières organiques submergées en méthylmercure (CH3Hg). Sous cette forme, le mercure est neurotoxique et s'accumule dans la chaîne alimentaire aquatique, notamment dans des espèces de poissons piscivores, tels que le grand brochet, le touladi et le doré jaune. Une partie du mercure qui se trouve dans tous les lacs, rivières et réservoirs du Nord québécois provient des émissions polluantes des centrales thermiques fonctionnant au charbon des pays industrialisés, notamment les États-Unis et le Canada.

#### Concentrations

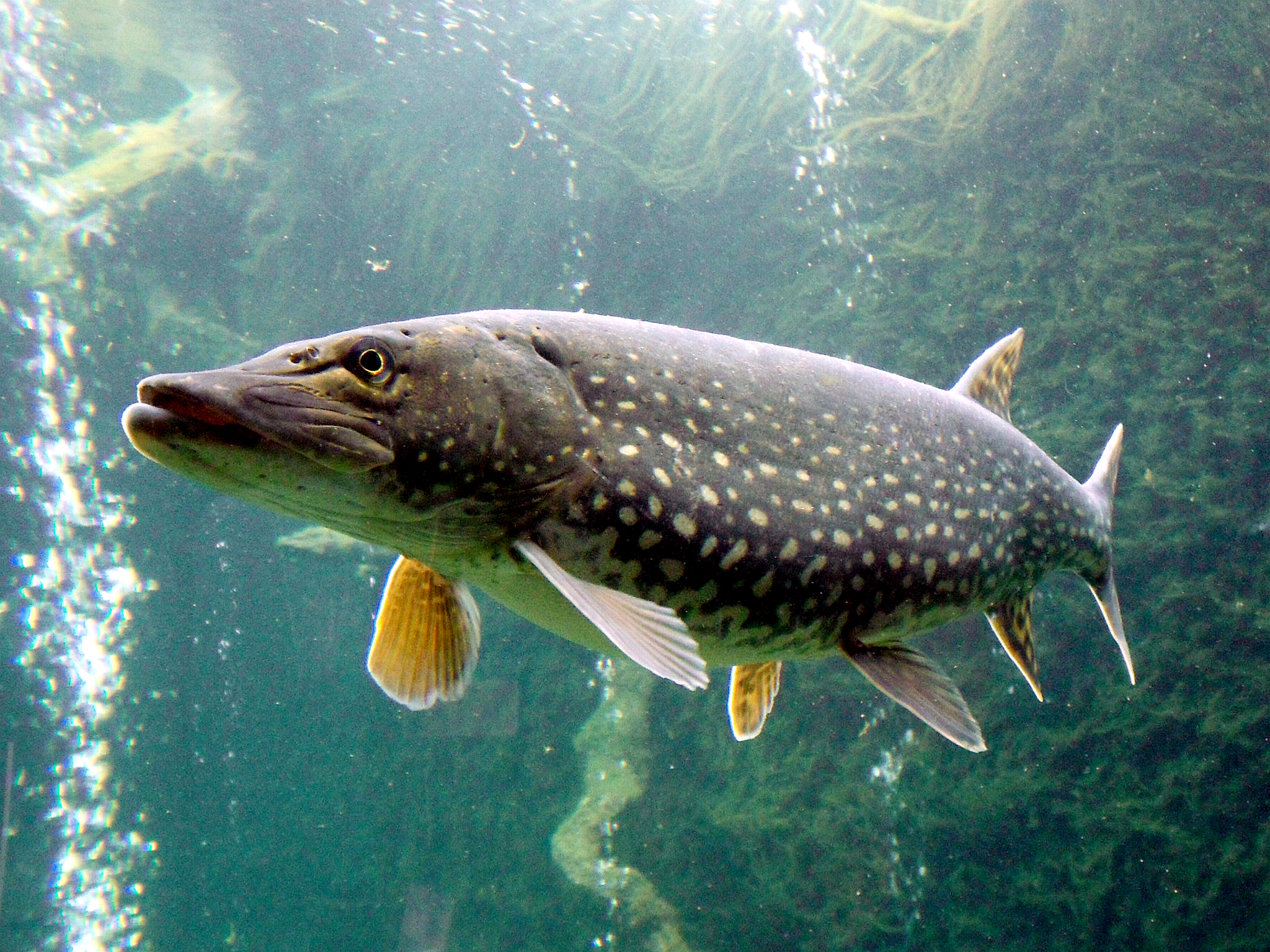
Les concentrations de mercure sont plus élevés chez les espèces piscivores, comme le grand brochet (Esox lucius).

Les concentrations de mercure mesurées chez les poissons des lacs et rivières naturels du Nord-du-Québec sont relativement élevées chez les espèces piscivores, où elles dépassent souvent la norme canadienne de commercialisation des produits de la pêche de 0,5 mg/kg. «La création des réservoirs du complexe La Grande pendant la phase I du projet a entraîné une augmentation significative de la teneur de mercure total dans la chair de toutes les espèces de poissons ». Toutefois, l'impact se fera sentir de manière différente selon que l'espèce est piscivore ou non.
Chez le meunier rouge et le grand corégone, deux espèces non piscivores qui fréquentent les eaux de la Jamésie, les concentrations en mercure sont moins élevées et le rétablissement des populations est en grande partie complété depuis la fin des années 1990, 20 ans après la mise en eau. Le retour à la normale pour le grand corégone de 400 mm est survenu 10 ou 11 ans après la mise en eau et 17 après pour le meunier rouge de 400 mm de longueur.
La situation est différente pour les espèces piscivores. Les grands brochets de 700 mm du réservoir de Caniapiscau ont atteint une concentration maximale de mercure de 2,08 mg/kg 12 ans après la mise en eau. Il s'agit d'une teneur inférieure à celle mesurée chez des spécimens de la même espèce dans le réservoir Robert-Bourassa, mais supérieure à celle des lacs naturels de la région de Caniapiscau, où elle varie entre 0,38  et   0,92 mg/kg.
Une teneur maximale de mercure 2,08 mg/kg chez les touladis de 700 mm a été atteinte 9 ans après la mise en eau du réservoir de Caniapiscau, mais cette teneur a eu tendance à stagner dans les années 1990. Cette stabilité s'expliquerait par le fait que le recrutement de cette espèce est très faible depuis la création du réservoir et que les spécimens pêchés sont essentiellement des poissons nés avant la mise en eau.

#### Prévention
Après la découverte de la présence de mercure à des niveaux élevés dans le sang des Cris de la région de la Baie-James, avant même la création des réservoirs sur la Grande Rivière, les autorités de santé locales ont dressé des consignes particulières concernant la consommation du poisson. Bien que la consommation du poisson sauvage est encore fortement recommandée par les autorités sanitaires, en raison de sa grande valeur nutritive, la capture de poissons à certains endroits spécifiques des nouveaux réservoirs est, pour l'instant, déconseillée et la consommation du poisson prédateur (ou piscivore) devrait être restreinte, surtout chez les femmes enceintes. Lors de certaines études de suivi, seuls quelques habitants du village cri de Whapmagoostui – qui mangent du poisson provenant des rivières vierges du Nunavik – affichaient encore un taux élevé de mercure. En 2005, le milieu aquatique des réservoirs du Complexe La Grande, dont l’âge moyen atteint 18 ans en 2005, ressemble de plus en plus à celui des lacs naturels de la région.
Les environnementalistes craignaient à l’origine que le projet de la Baie-James aurait un impact important sur les oiseaux migrateurs; or, les réservoirs hydrauliques n’ont submergé que 1 % des zones utilisées par les oiseaux et leur population est demeurée stable depuis plus de 30 ans. De plus, le panache d’eau douce au large de l’embouchure de la Grande Rivière, qui est nettement plus grand en période hivernale, semble ne pas avoir d’impact significatif sur la vie aquatique et faunique de la région. Le réchauffement planétaire semble avoir un impact plus important dans cet environnement nordique que le changement du régime hydraulique de la Grande Rivière, empêchant par exemple la formation des banquises au large des côtes dont dépendent les phoques, près des villages de Whapmagoostui et de Kuujjuarapik à l'embouchure de la Grande rivière de la Baleine.

### Réduction du débit en aval

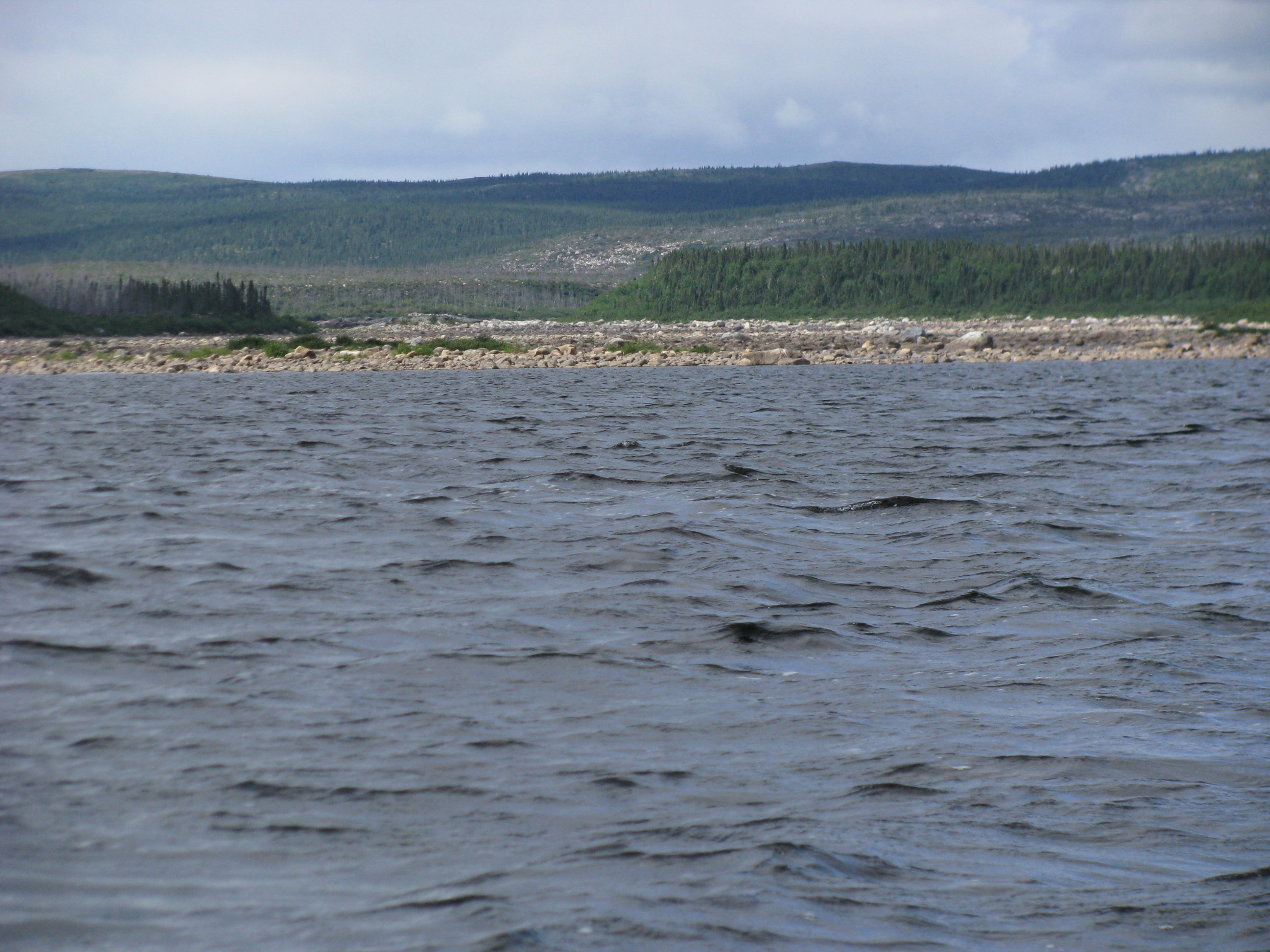
Exondation des berges de la rivière Caniapiscau à la hauteur de la gorge d'en Bas, en amont du canyon Eaton.

Les travaux de fermeture du réservoir ont eu un impact substantiel sur la rivière Caniapiscau et le fleuve Koksoak en aval, avec des réductions des débits moyens à l'embouchure de 48 % et 35 % respectivement. Ces modifications des caractéristiques hydrologiques ont provoqué une baisse des niveaux d'eau, une réduction des habitats aquatiques, une diminution de l'ampleur des variations saisonnières et interannuelles du niveau des eaux ainsi qu'une augmentation du temps de renouvellement.
Sur environ 150 km en aval du point de coupure, « la rivière Caniapiscau n'est plus qu'un petit cours d'eau s'écoulant au milieu des affleurements rocheux et des matériaux grossiers qui composent le fond de la rivière », admet la SEBJ dans un rapport de 1987. Cette réduction représente « une perte considérable d'habitats » pour les poissons.
Les effets de la réduction de débit sont plus limités sur les 300 km suivants puisque la rivière reçoit les apports de plusieurs tributaires importants. Des seuils naturels limitent aussi les abaissements et les exondations. En raison de la nature du terrain, les berges sont peu soumises à l'érosion, à l'exception du secteur du lac Cambrien —à 180 km au sud de Kuujjuaq—, où les sols argileux ou silteux sont plus sensibles. Les travaux correcteurs dans la rivière Caniapiscau se sont limités à aménager deux frayères en déversant des graviers pour former une litière. La création de nouvelles zones de fraie favorise les populations de salmonidés.
Les effets de la réduction du débit sur le fleuve Koksoak sont faibles et l'habitat des poissons n'a pas été affecté. Cependant, les niveaux plus bas ont compliqué la navigation commerciale à proximité de Kuujjuaq et le long du trajet emprunté par les Inuit pour remonter la rivière, les niveaux plus bas révélant de nouveaux écueils.
La SEBJ a procédé au dynamitage de blocs qui rendaient l'accostage difficile en plus de baliser un chenal de navigation dans l'estuaire. Une carte bathymétrique a également été produite. Elle a notamment servi à délimiter un chenal sécuritaire pour la navigation domestique.

### Marnage et déboisement des berges
Constituées principalement de moraine et de roc, les berges et la zone de marnage du réservoir sont demeurées stables après la mise en eau. Le délavage par les vagues des particules fines ne laisse sur les berges que les matériaux grossiers, formant un genre de perré qui résiste à l'action des vagues.

## Faune

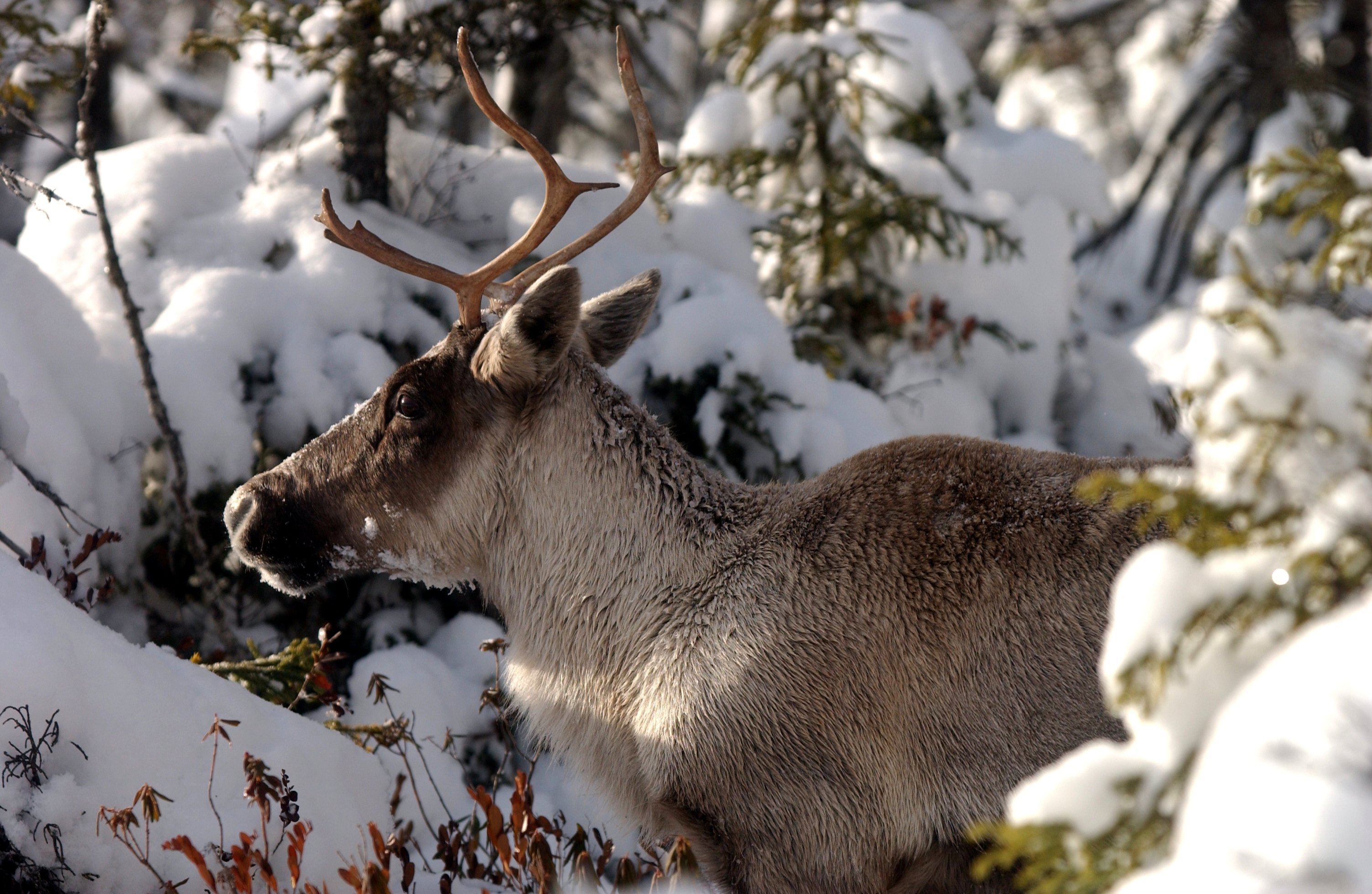
Un caribou des bois (rangifer tarandus caribou) dans le Moyen-Nord québécois.

### Caribou
La SEBJ, Hydro-Québec et le ministère du Loisir, de la Chasse et de la Pêche ont réalisé des inventaires et des études de comportement du caribou des bois (latin : Rangifer tarandus caribou) sur le territoire du projet depuis les années 1970. Selon ces études, présentées en 1992 lors du 59e congrès de l'Association francophone pour le savoir, les effets de la construction du complexe La Grande sur les populations de caribous sont négligeables.
D'autres études, comme celle de Messier et al (1988), tendent à démontrer par exemple que l'augmentation de la concurrence pour les sources de nourriture et la hausse de l'énergie nécessaire à l'agrandissement du territoire occupé sont des «facteurs probables de régulation» pour le troupeau.
Un incident en 1984 a toutefois provoqué une certaine controverse. Les 28 et 29 septembre 1984, 9 604 caribous se sont noyés en tentant de traverser la rivière Caniapiscau à la chute du Calcaire, à 400 km en aval de l'évacuateur de crues du réservoir de Caniapiscau. La mort d'environ 1,6 % du troupeau de la rivière George a été fortement médiatisé et a soulevé plusieurs questions sur l'impact du projet hydroélectrique sur les populations animales, certains observateurs faisant le lien entre la construction et l'exploitation du réservoir et les variations importantes du débit de la Caniapiscau enregistrés entre 1981 et 1984,.
Des études menées par le gouvernement et la SEBJ ont plutôt conclu que des précipitations exceptionnelles de la troisième semaine de septembre, telles qu'enregistrées à Nitchequon et à Schefferville ont créé «des conditions impraticables» pour une harde de caribous nombreuse et en proie à la panique. Par ailleurs, le débit de 3 145 m3/s mesuré le lendemain de l'événement — dont un débit supplémentaire de 1 475 m3/s en raison de l'ouverture du déversoir —, est inférieur à un débit naturel modélisé de 3 500 m3/s qui aurait été enregistré dans des conditions équivalentes si l'ouvrage hydraulique n'avait pas été construit.
En 2008-2009, le ministère des Ressources naturelles et de la Faune du Québec (MRNF) a enregistré une prise de 16 830 caribous pour la province.

### Noyades massives de caribous

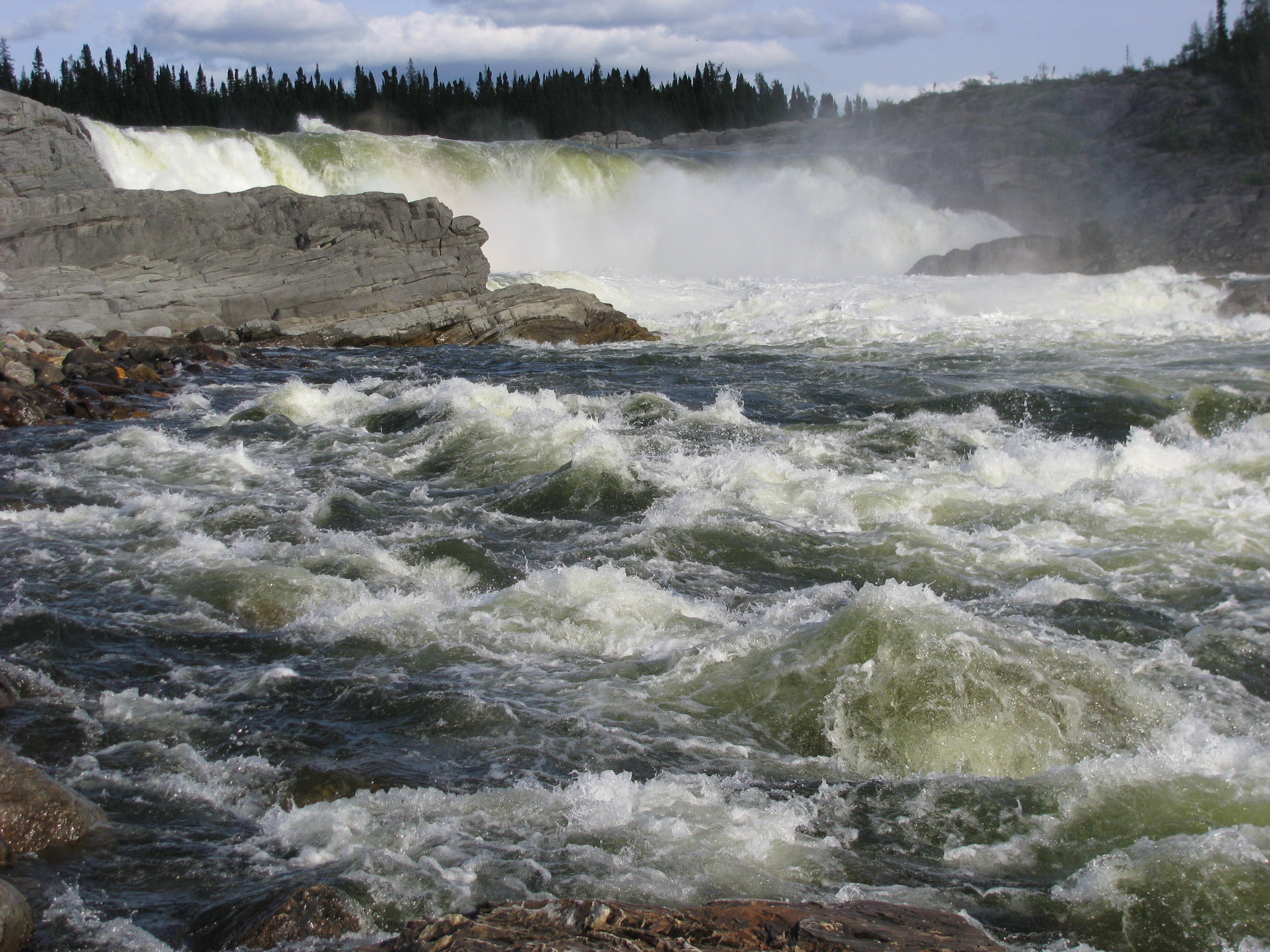
La chute du Calcaire.

Le mois de septembre 1984 est particulièrement pluvieux dans le nord du Québec. La station météorologique de Nitchequon enregistre des précipitations de 181,3 mm, un record depuis le début des registres, en 1942, alors qu'il est tombé 134 mm de pluie à Schefferville, comparativement à une moyenne de 84 mm. Rempli depuis le début de l'année 1984, le réservoir doit ouvrir l'évacuateur de crues de Duplanter à plusieurs reprises au cours du mois, ce qui augmente les débits en aval.
Pendant ce temps, des milliers de caribous de la harde de la rivière George qui poursuivent leur migration annuelle se trouvent en face de la rivière Caniapiscau près de la chute du Calcaire, une cascade de 22 m située à 400 km en aval du réservoir.
Les 28 et 29 septembre, les animaux s'engagent dans l'eau, poussés par le reste du troupeau et n'arrivent pas à rejoindre la rive escarpée d'une île au milieu de la rivière. Au total, 9 604 caribous sont emportés par un courant de 5 m/s et périssent en tombant de la chute du Calcaire. La scène de désolation en aval est abondamment filmée et décrite par les médias du monde entier et provoque une controverse sur la gestion de cette crue automnale par Hydro-Québec, l'exploitant du complexe La Grande.
Après analyse, les scientifiques concluent toutefois à un désastre naturel et indiquent qu'en l'absence du réservoir, le débit au moment de la noyade aurait dépassé 3 500 m3/s, soit 400 m3/s de plus que le débit enregistré au moment de l'événement.
Un incident semblable s'est produit en octobre 2007, alors que 300 cervidés ont été trouvés noyés sur les berges de la Caniapiscau au même endroit que 23 ans plus tôt. Cette fois, l'intervention rapide des agents de protection de la faune a permis d'éviter la répétition du scénario de 1984. Des clôtures ont été installées le long de la rivière sur la rive ouest, forçant la harde de caribous à traverser plus loin en amont de la chute du Calcaire. Des clôtures semblables avaient été posées sur l'autre berge après la noyade de 1984.

## Gaz à effet de serre

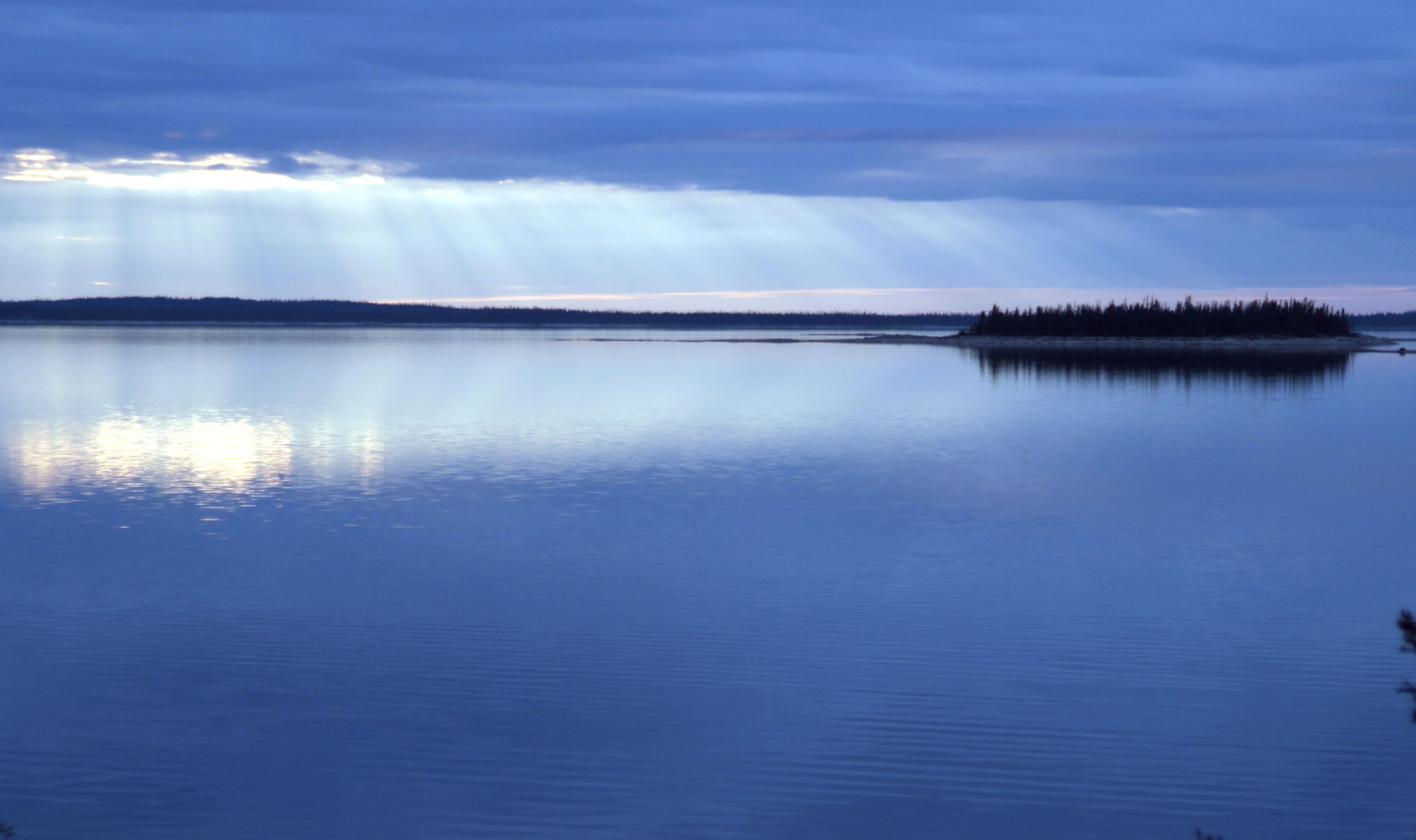
Réservoir de LG2.

Dans le sillage de la conférence de Kyoto sur les changements climatiques de 1997, s’est élevé un débat sur les émissions de gaz à effet de serre produites par les grands réservoirs hydrauliques, notamment à cause de la production de méthane par l’activité biotique du milieu aquatique. Toutefois, les émissions de gaz à effet de serre des grands réservoirs en région boréale représentent de 1 à 4 pour cent des émissions associées aux centrales thermiques fonctionnant au charbon et de 2 à 8 pour cent des émissions d'une centrale à cycle combiné fonctionnant au gaz naturel.
Finalement, les exportations d'électricité québécoise de 1989 à 1996, pendant la période où le Québec avait d'importants surplus d'électricité, ont eu pour effet d'éviter des émissions de gaz à effet de serre dans les centrales au charbon et au pétrole en Ontario, dans l'État de New York et dans les États de la Nouvelle-Angleterre, soit quelque 87 millions de tonnes équivalents de CO2.
Une vaste étude a été menée pendant 7 ans afin de quantifier les émissions de gaz à effet de serre émis par l'ennoiement du territoire consécutif au remplissage d'un nouveau réservoir, celui créé en 2005 dans le cadre de la construction de l'aménagement de l'Eastmain-1. L'équipe de 80 scientifiques a enregistré les niveaux d'émission avant, pendant et après la création du réservoir. Les émissions de GES des lacs naturels environnants ont également été mesurées. Les chercheurs confirment que les niveaux élevés qui suivent la mise en eau ont tendance à réduire rapidement pour atteindre des niveaux équivalents à ceux des lacs naturels à l'intérieur d'un délai de 10 ans.

## Impacts sociaux

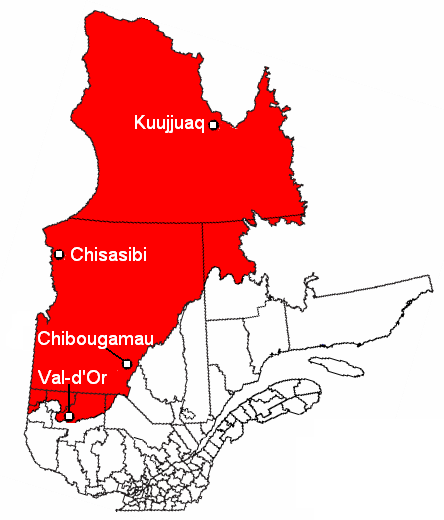
Territoire visé par la Convention de la Baie-James et du Nord québécois de 1975

Le projet a entraîné des changements importants dans le mode de vie des Cris de la Baie-James, surtout chez les habitants des villages de Chisasibi et d'Eastmain, qui se trouvent en aval des aménagements hydroélectriques.
En novembre 1975, la signature de la Convention de la Baie-James et du Nord québécois représente un point tournant dans l’histoire des relations entre les Québécois d’origine européenne, établis dans la vallée du fleuve Saint-Laurent, et les Nations autochtones du Québec. Au moment où la chasse, la pêche et le piégeage étaient en déclin dans les villages cris de la région, à la fin des années 1960, le projet a fourni aux Cris les ressources financières et matérielles pour affronter les conséquences environnementales et sociales du projet et pour prendre en main le développement économique futur de leurs communautés en créant, par exemple, des entreprises de construction et de transport (Air Creebec). De 1975 à 1999, les Cris ont reçu des indemnités totalisant 450 millions de dollars (canadiens courants) et des contrats d'une valeur de 215 millions de dollars, tandis que les Inuits ont reçu des indemnités de 140 millions de dollars et des contrats d'une valeur de 120 millions de dollars.
Le projet de la Baie-James a aussi permis aux Cris de forger une identité collective et de créer des institutions politiques et sociales collectives, dont le Grand Conseil des Cris (Eeyou Istchee) en 1974. La Convention de 1975 a aussi créé des structures administratives et politiques pour les affaires locales, le développement économique, les écoles et les services de la santé, pour la plupart sous le contrôle de nouvelles institutions politiques régionales, l'Administration régionale crie dans la région de la Baie-James et l’Administration régionale Kativik au Nunavik.

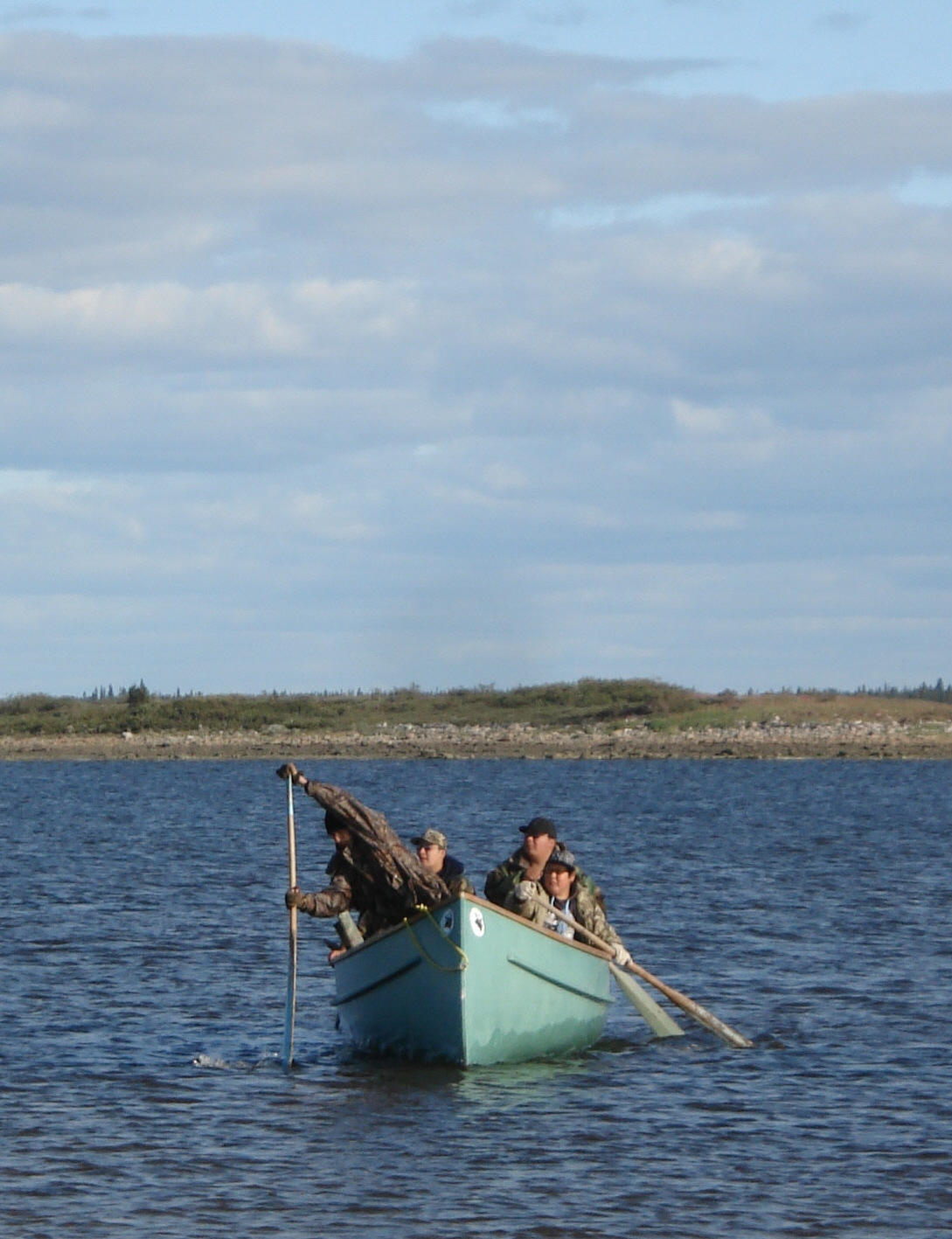
Cris de Chisasibi.

L’impact social du projet de la Baie-James lui-même demeure modeste par rapport à l'impact des contacts de plus en plus fréquents entre les communautés cries du Nord et les forces sociales et économiques du Québec francophone. L'impact principal découle de l’ouverture en 1974 de la route liant la ville de Matagami au nouveau centre administratif de Radisson, près de la centrale Robert-Bourassa (La Grande-2) et du village cri de Chisasibi. Pendant la période de pointe de la construction de la première phase du Complexe La Grande, vers la fin des années 1970, Radisson avait une population de 2 500 habitants, soit plusieurs fois supérieure[Combien ?] à celle de Chisasibi.
Néanmoins, les communautés cries encore isolées de la région de Baie-James ont milité en faveur de la construction de nouvelles routes afin de lier les villages de Wemindji, d’Eastmain et de Waskaganish à la route de la Baie-James, à environ 200 km à l’est. Ces dernières routes d’accès, ouvertes entre 1995 et 2001, ont facilité l’accès aux territoires de chasse et encouragé les échanges commerciaux et sociaux avec les villes du sud (Matagami et les villes d’Abitibi-Témiscamingue). Une route distincte relie aussi la route de la Baie-James à Chibougamau, via le village de Nemaska. La construction de ces nouvelles routes était généralement confiée aux entreprises cries de la région.
Le projet de la Baie-James a entraîné la construction de 2 000 km de route, 6 aéroports et 7 villages. Ces infrastructures ont entraîné une réduction subite des coûts associés au transport et ont ainsi ouvert la région de la Baie-James à l’exploration minérale et à l’exploitation de sa forêt boréale. Ces activités exercent des pressions supplémentaires sur les activités traditionnelles de chasse, de pêche et de piégeage dans la région, notamment dans les villages de Waskaganish et de Nemaska. Ces activités, qui représentaient plus de la moitié de l’activité économique des villages à la fin des années 1960, représentent moins de 20 % de l’activité économique à la fin du siècle. La chasse et le piégeage sont pratiqués surtout par les jeunes adultes et les adultes âgés qui n’ont pas de qualifications professionnelles. Ces activités sont aussi renforcées par un régime de soutien du revenu, financé par le gouvernement du Québec (15 millions de dollars par année), qui offre l’équivalent d’un modeste salaire aux chasseurs et à leurs familles qui vivent de la chasse pendant au moins quatre mois chaque année.